# ويكيبيديا الأودية
ويكيبيديا الأودية (الأودية: ଓଡ଼ିଆ ଉଇକିପିଡ଼ିଆ) (المعروفة أيضًا باسم ويكيبيديا أوريا، و أورويكي ) هي النسخة الأودية من ويكيبيديا. وهي عبارة عن مشروع موسوعة تعاونية مجانية، تعتمد على الويب، وتدعمها مؤسسة ويكيميديا غير الربحية. بدأ المشروع على يد سونيت ساميثا في يونيو 2002م   ووصل إلى 1000 مقال في مايو 2011م.  هذه واحدة من أول أربع ويكيبيديا هندية بدأت في عام 2002م،  من بين أكثر من 20 ويكيبيديا باللغة الهندية.  تم إجراء أول تعديل على ويكيبيديا الأودية في 3 يونيو 2002م. 

## النمو والتغطية والشعبية
بدأت في يونيو 2002م، ووصلت إلى ألف مقال في مايو 2011م.    واعتبارًا من 12 يونيو 2025 ، بلغ عدد المقالات 19٬607 مقالًا، وهي رقم 135 في قائمة ويكيبيديا وفقًا لعدد المقالات.  نظم ويكيبيديوا أودية لقاءات، وورش عمل في سبع مدن مختلفة مثل: بوبانسوار، وكوتاك، وأنوغول، وبالاسور، وبنغالور، ونيودلهي  في جميع أنحاء الهند.  لقد زاد عدد القراء بنسبة تزيد عن 300% خلال الأشهر الستة الماضية. يبلغ عدد مشاهدات الصفحة شهريًا حوالي 4.38 مليون. تحتل ويكيبيديا هذه المرتبة 134 بين 289 ويكيبيديا بلغات العالم، اعتبارًا من 23 أغسطس 2015.  

## إحصائيات
يحتوي الجدول أدناه على تفاصيل إحصائيات ويكيبيديا الرسمية تحت رعاية مؤسسة ويكيميديا للغة الأودية؛ المعلومات المقدمة هي الأرقام الحالية. تم إدراج اختبار ويكيبيديا في مشروع ويكي حاضنة ويكيميديا.
| رقم التسلسل | لغة   | اللغة (المحلية) | ويكي | المقالات | المجموع | تعديلات | المسؤولون | المستخدمون | المستخدمون النشطون | الصور | عمق |
| ----------- | ----- | --------------- | ---- | -------- | ------- | ------- | --------- | ---------- | ------------------ | ----- | --- |
| 175         | أودية | أودي            | أو   | 2,449    | 15,252  | 81,640  | 4         | 3,346      | 63                 | 27    | 146 |

يتضمن الجدول أدناه تفاصيل مرتبة حسب عدد التعديلات لكل مقال.
| رقم التسلسل | لغة   | اللغة (المحلية) | ويكي | تعديلات / مقال | المجموع / المقال | المستخدمون / المقال | المقالات | تعديلات | المجموع | المستخدمون |
| ----------- | ----- | --------------- | ---- | -------------- | ---------------- | ------------------- | -------- | ------- | ------- | ---------- |
| 48          | أودية | أودي            | أو   | 12.78          | 1.40             | 0.20                | 528      | 6 749   | 739     | 108        |

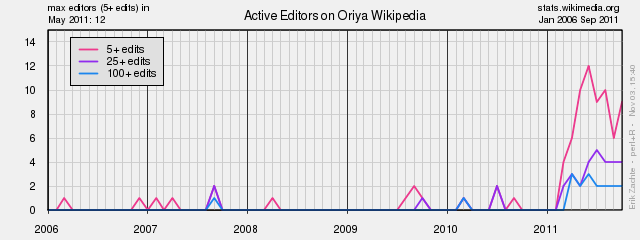
إحصائيات المستخدمين النشطين في ويكيبيديا الأودية

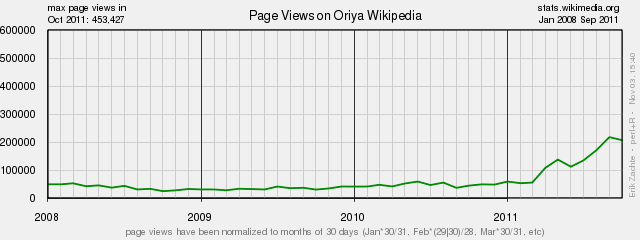
عدد مرات مشاهدة صفحة أودية ويكيبيديا

بطاقة تقرير ويكيبيديا: ملخصات للغة الأودية

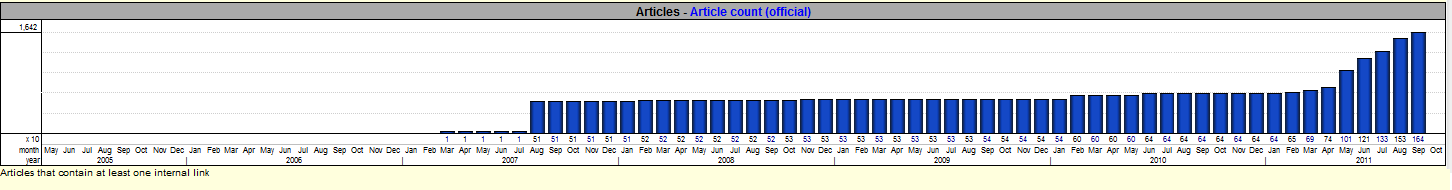
إحصائيات عدد المقالات في ويكيبيديا، تحتوي على مقالات تحتوي على رابط داخلي واحد على الأقل

| تفاصيل                       | بيانات     | التغير السنوي | التغير الشهري |
| ---------------------------- | ---------- | ------------- | ------------- |
| عدد مرات مشاهدة الصفحة شهريًا | 484,698    | --            | --            |
| عدد المقالات                 | 1,642      | +154%         | +7%           |
| مقالات جديدة يوميًا           | 4          | --            | --            |
| تعديلات شهريًا                | 1,780      | +64%          | +9%           |
| المحررين النشطين             | 9          | --            | +50%          |
| محررين نشطين للغاية          | 2          | --            | +0%           |
| المحررين الجدد               | 1          | --            | --            |
| المتحدثون                    | 31,000,000 | --            | --            |
| المحررون لكل مليون متحدث     | 0.3        | --            | --            |

## روابط خارجية
- (بالأوريا) Odia Wikipedia
- (بالأوريا) Odia Wikipedia mobile
- Wikipedia.org multilingual portal
- Wikimedia Foundation